# Deutsch-italienische Historikerkommission
Die deutsch-italienische Historikerkommission wurde 2008/9 von den Außenministern Frank-Walter Steinmeier (Kabinett Merkel I) und Franco Frattini (Kabinett Berlusconi IV) ins Leben gerufen. Die beiden Außenminister hatten im November 2008 das Konzentrationslager Risiera di San Sabba in Triest besucht und setzten am 28. März 2009 die Kommission ein. Ihre zehn Mitglieder sollten drei Jahre lang frei forschen.

## Bericht
Die Historikerkommission erforschte gemeinsam die deutsch-italienische Kriegsvergangenheit, insbesondere hinsichtlich der italienischen Militärinternierten. Sie sieht ihre Arbeit als einen Beitrag dazu, die Erinnerungskulturen der beiden Länder einander näherzubringen. Sie entschied sich für einen erfahrungsgeschichtlichen Ansatz.
Die Kommission stellte den Bericht am 19. Dezember 2012 in Rom im Beisein von Außenminister Guido Westerwelle und Außenminister Giulio Terzi der Öffentlichkeit vor. Die beiden Außenminister hielten Reden und gaben eine gemeinsame Erklärung ab. Der Bericht umfasst 182 Seiten. Er ist in fünf Kapitel gegliedert:
- Deutsche und Italiener zwischen 1943 und 1945
- Die Perspektive der deutschen Soldaten
- Die Erfahrungen der italienischen Bevölkerung mit der deutschen Besatzungsmacht
- Die Erfahrungen der italienischen Militärinternierten
- Empfehlungen der Kommission

## Gremium
Das Gremium besteht aus Wissenschaftlern (größtenteils Historikern) beider Länder, die unabhängig von der politischen Situation arbeiten sollten. Die deutsche Sektion bestand aus:
- Vorsitzender: Wolfgang Schieder, Universität Köln
- Gabriele Hammermann, Gedenkstätte Dachau
- Lutz Klinkhammer, Deutsches Historisches Institut in Rom
- Thomas Schlemmer, Institut für Zeitgeschichte München – Berlin
- Hans Woller, Institut für Zeitgeschichte in München – Berlin

Die italienische Sektion bestand aus:
- Vorsitzender: Mariano Gabriele, Universität La Sapienza, Rom
- Carlo Gentile[4] Universität zu Köln
- Paolo Pezzino, Universität Pisa
- Valeria Silvestri, Universität La Sapienza Rom
- Aldo Venturelli, Universität Carlo Bo Urbino

Die Kommission tagte in regelmäßigen Abständen in der Villa Vigoni.

## Vorschlag
In ihrem Bericht schlug die Kommission vor, mit einer Gedenkstätte in Berlin an das Schicksal der mehr als 600.000 italienischen Militärinternierten zu erinnern, die nach der Bekanntgabe des italienischen Waffenstillstandes mit den Alliierten am 8. September 1943 und der anschließenden deutschen Besetzung Italiens von den Deutschen interniert wurden.